# SMPP
 (енгл. Short Message Peer-to-Peer protocol, протокол за размену кратких порука) је протокол за размену SMS порука између SMS чворова, као што је нпр. SMS центар мобилног оператера. Често се користи за омогућавање трећим лицима (нпр. VAS провајдерима) да шаљу поруке.
SMPP је настао у ирској фирми Aldiscon, коју је касније купила компанија „Logica“. Она је 1999. званично предала SMPP SMPP девелоперс форуму, који је касније преименован у „SMS Форум“.

## Верзије
Најчешће коришћена верзија SMPP-а је 3.3 (која има најширу подршку), и 3.4, која додаје трансивер подршку (једна конекција служи и за слање и за примање порука). Размена података може бити синхрона, где сваки чвор чека одговор за сваки пакет који пошаље, и асинхрона, где се слање и примање врше у одвојеним нитима. Последња верзија SMPP-а је 5.0.